# شورای خصوصی پادشاه برای کانادا
شورای خصوصی پادشاه برای کانادا با کوته‌نوشت (QPC; فرانسوی: Conseil privé du roi pour le Canada‎(, که معمولا شورای خبرگان (ش. خ) خوانده می‌شود، گروه کاملی از مشاوران شخصی پادشاهی کانادا در امور ایالتی و قانون اساسی است که براساس اصول حکومت پاسخگو ایجاد شده‌است. این شورا عملاَ، به نایب الملک مستقل یا فرماندار کل کانادا، پیشنهاد می‌کند سیاست‌های کابینه را دنبال می‌کند. این کمیته متشکل از نمایندگان مجلس عوام کانادا است که به شورا احضار شده و به توصیه نخست‌وزیر کانادا، توسط فرماندار کل به صورت مادام‌العمر منصوب می‌شوند، بدین معنی که این گروه عمدتاً از وزرای پیشین کابینه تشکیل شده‌اند و برخی دیگر به عنوان اعضای افتخاری معرفی شده‌اند. به کسانی که در این شورا عضویت دارند یک عنوان (شیوه خطاب) شرافتمندانه، لقب پس از اسامی و نشان‌های مختلف اولویت اعطا می‌شود.